# Jeziorany (stacja kolejowa)
Jeziorany – nieczynna stacja kolejowa w Jezioranach, w województwie warmińsko-mazurskim, w Polsce.